# Faro di Talamone
Il faro di Talamone è un faro marittimo che si trova presso l'omonima località del mar Tirreno, sulle pendici meridionali dei Monti dell'Uccellina, nel territorio comunale di Orbetello. Ad alimentazione elettrica e ad ottica fissa, la luce è prodotta da una lampada alogena da 1000 W, con due lampi bianchi ogni 5 secondi della portata di 15 miglia nautiche. L'infrastruttura è dotata anche di una lampada LABI di riserva da 100 W, che entra in funzione in caso di guasto o malfunzionamento di quella principale, della portata di 11 miglia nautiche.

## Storia
Il faro, risalente al 1865, venne attivato dalla Marina Militare (all'epoca Regia Marina) per l'illuminazione del promontorio di Talamone. Il suo aspetto attuale è stato conferito dalla ristrutturazione avvenuta nel 1947.

## Architettura
L'infrastruttura è costituita da una torre a sezione quadrangolare in muratura bianca con galleria interna, che si eleva addossata al bastione meridionale della cortina in pietra delle mura di Talamone; il complesso include anche un fabbricato attiguo in muratura dove vi erano le abitazioni dei guardiani.
La parte sommitale della torre costituisce la base del tiburio della lanterna metallica grigia a sezione circolare.